# Tradescantia pallida purpurea
Tradescantia pallida purpurea, (também conhecida pelos nomes populares de trapoeraba-roxa, coração-roxo, trapoerabão, e simplesmente, trapoeraba) é uma planta pertencente ao gênero Tradescantia, da família Commelinaceae. Originária do México, possui ciclo de vida perene, filotaxia alterna, cor roxa com tons esverdeados, com flores róseas protegidas por brácteas roxas e tem ainda a presença de tricomas. A coloração e a textura desta planta são muito originais, criando belos volumes.

## Descrição
E uma erva prostrada, de aproximadamente 0,15 a 0,25 metro de altura, apresenta folhas e caules roxos, suculentos.

## Uso
Essa espécie e outras do gênero tem se revelado um sensível bioindicador de riscos potenciais para saúde humana.

## Galeria

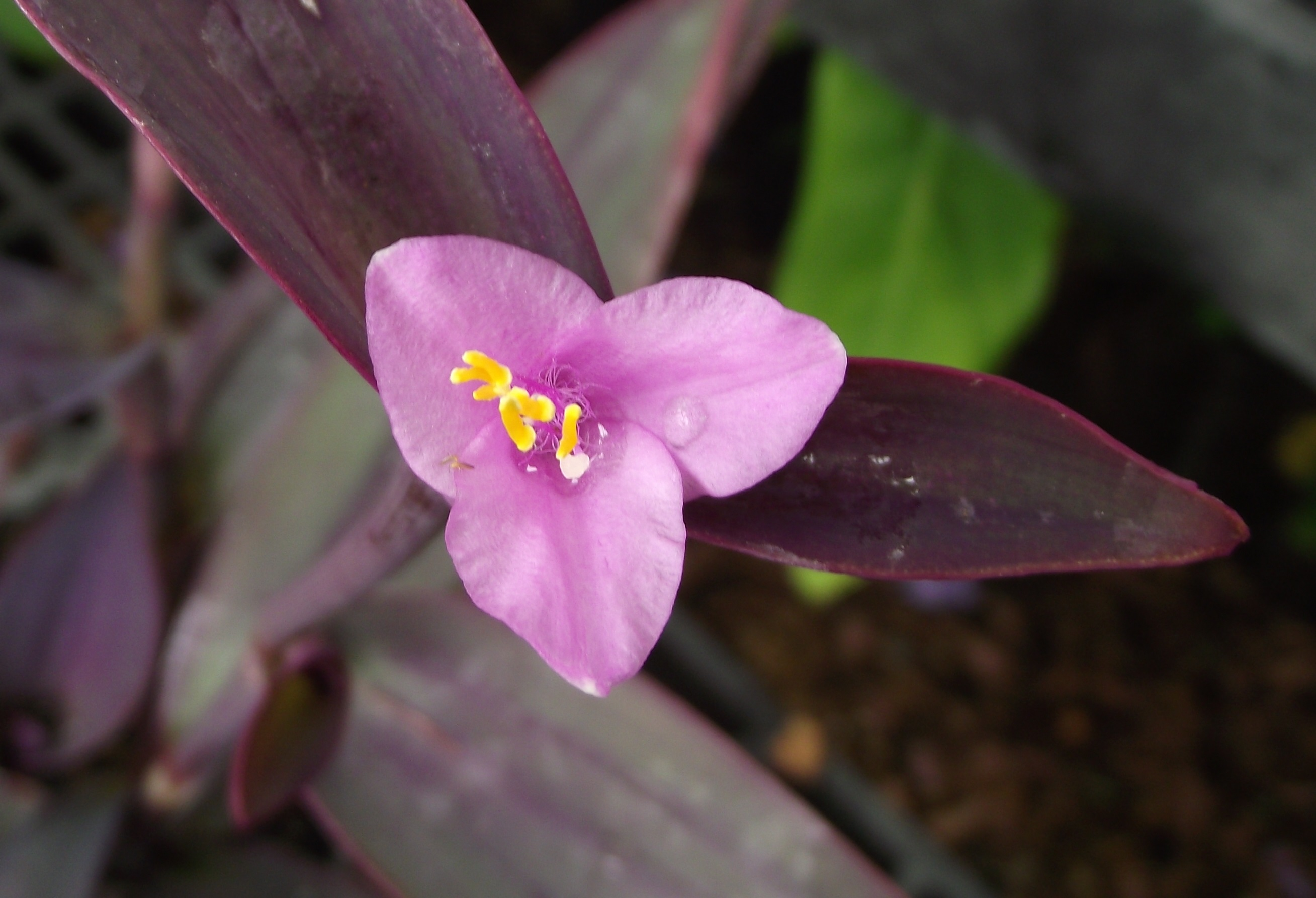
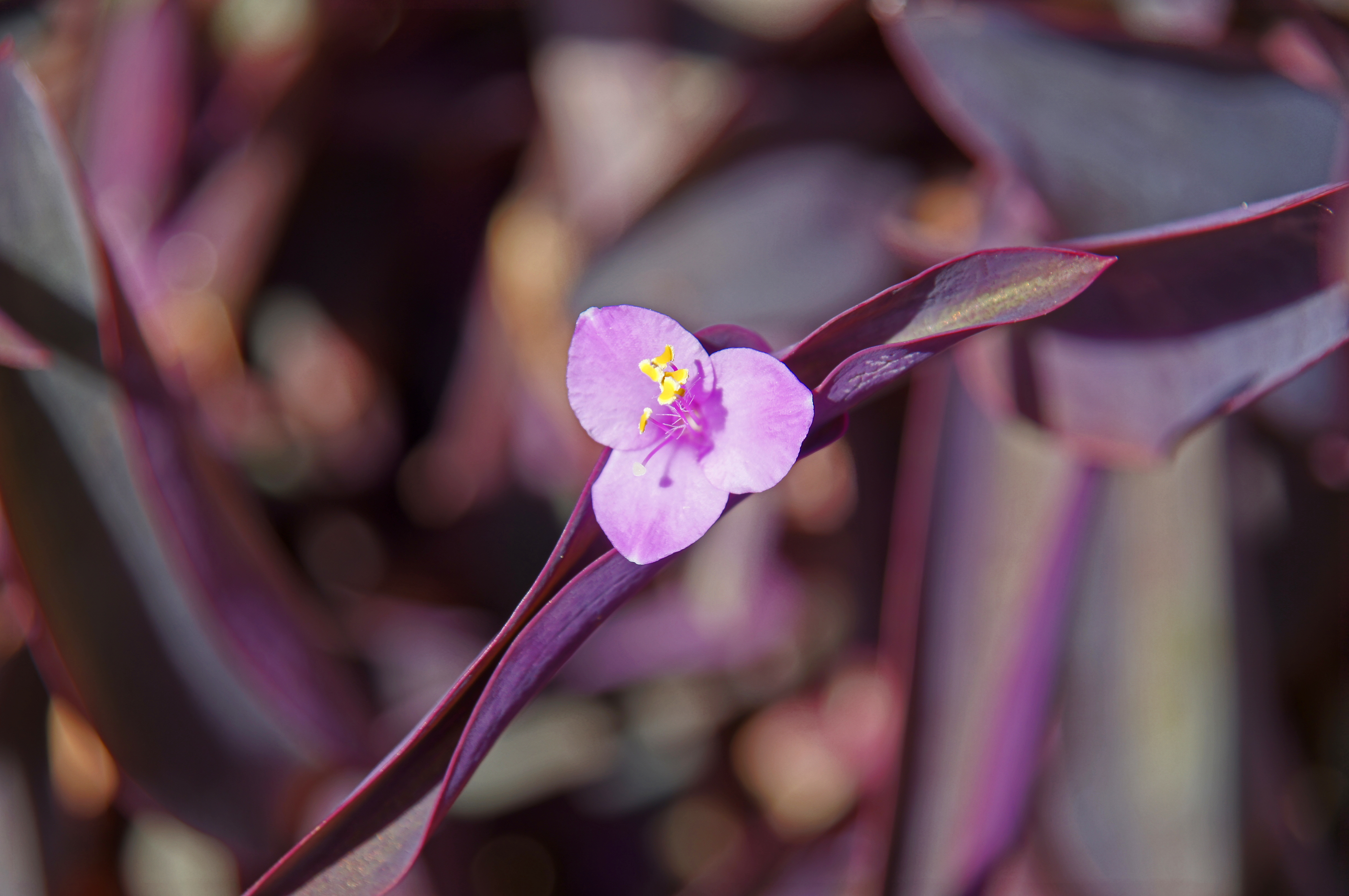
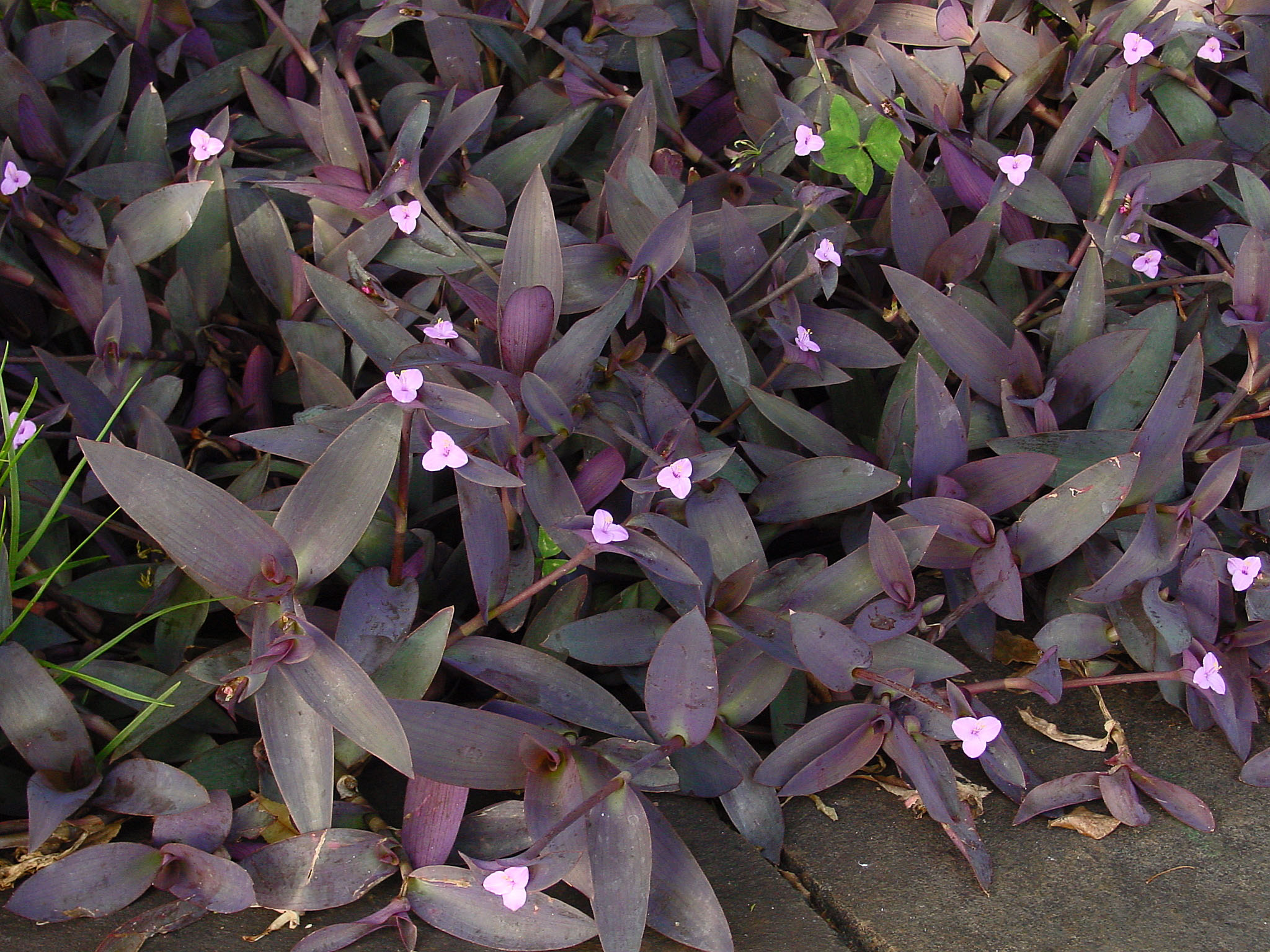